# Galacticidae
Galacticidae zijn een familie van vlinders uit de superfamilie van de Galacticoidea. De familie telde in 2011 19 soorten in drie geslachten.

## Geslachten
- Homadaula Lower, 1899
- Tanaoctena Turner, 1913
- Zarcinia Chrétien, 1915